# Boer (oprisping)
Een boer (wetenschappelijk: ructus) is een oprisping van gassen uit de maag, die via de slokdarm naar buiten komen. De gassen kunnen afkomstig zijn van de darmflora, als afvalstoffen bij de spijsvertering. Eiwitrijk en zwavelrijk voedsel heeft de reputatie aanleiding te geven tot boeren en winderigheid. Voorbeelden zijn bonen, bepaalde koolsoorten en uien.
Boeren kan zich ook voordoen wanneer ingeslikt gas weer naar buiten komt. Dit kan gebeuren na het inslikken van lucht (aerofagie), of na het snel drinken van koolzuurhoudende drank. Ook baby's kunnen lucht in hun maag krijgen, dat via een boertje weer naar buiten komt. Een hik terwijl iemand geeuwt kan leiden tot een uitzonderlijk luide boer.
In sommige culturen kan het luidkeels laten van een boer na het eten als een teken van respect voor de gastheer of gastvrouw worden gezien, of staat men er onverschilling tegenover. In westerse landen daarentegen wordt het boeren meestal als zeer onbeleefd ervaren, en als gevolg van globalisering verbreidt deze opvatting zich. Ook in landen waar boeren nog in enige mate sociaal geaccepteerd is, wordt dit op officiele gelegenheden niet op prijs gesteld.